# Жмайло, Марк
Марк Жмайло-Кульчицкий (Павел Измаил, укр. Марко Жмайло-Кульчицький; XVII век) — гетман реестровых казаков (1625), предводитель названного его именем восстания против поляков в 1625 году.
Руководил морскими походами казаков на Турцию. Был смещён с гетманства самими казаками, после неудачных битв с польским войском и заменён на пропольского полковника Михаила Дорошенко.

## Биография
Упомянут в 1625 году в связи с военными действиями между казаками и поляками. В этом году реестровые казаки и запорожцы отправили своих депутатов на сейм в Варшаву и потребовали: признать законными духовных лиц, посвящённых патриархом Иерусалимским; убрать униатов из церквей и отобрать у них церковное имущество, незаконно захваченное ими у православных; уничтожить все постановления польского правительства, направленные против казаков, и не ограничивать их количества. В подкрепление своих требований они привезли с собой внушительный список самых разных притеснений, которые в Польше и Литве приходилось терпеть православным русинам (украинцам) и литвинам (белорусам), особенно упирая на то, что повсеместно власть отнимала у православных храмы, неправедно их засуживала под разными предлогами, не допускала до цеховых ремёсел, сажала в тюрьмы и избивала священников; казаки обвиняли польские власти в том, что православные дети остаются без крещения, люди живут без венчания и отходят в мир иной без исповеди и святого причастия.
Польский сейм совершенно не принял во внимание петицию малорусского казачества и тогда в Малороссии вспыхнуло восстание, возглавленное Марком Измаилом (Жмайлом): казаки ворвались в Киев, убили киевского войта Ф. Ходыку, ревностного униата, ограбили католический монастырь, умертвив его священника, и отправили к московскому царю Михаилу Фёдоровичу посольство с просьбой принять их в своё подданство.
Тогда король Сигизмунд III послал на них 30-тысячное войско во главе с коронным гетманом Станиславом Конецпольским, велев усмирить «бунтовщиков» оружием. Поляки, не ведя войн с соседями, видимо, перестали нуждаться в казачьих отрядах и потому решили, что пришло время наказать их за прежние проступки и независимое волеизъявление и призвать «к порядку».
Конецпольский выступил в поход 5 июля и, переправившись через Буг, прошёл на Паволочь и реку Ростовица, где к нему присоединился каменецкий подкоморий Николай Потоцкий. Отсюда поляки, переправившись через реку Каменица, двинулись мимо Белой Церкви и остановились неподалёку от Канева.
В это время к коронному гетману прибыли 3 посланника от каневских казаков, сообщивших, что их гетман Измаил находится в Сечи и просит, чтобы поляки не нападали на казаков в городе и дали бы им возможность собраться на раду. Конецпольский пошёл на это, но когда на раде подняли вопрос о том, что предпринять в связи с угрозой нападения поляков: то ли повиниться перед ним, то ли вступить с ним в бой, 3 тысячи казаков покинули город, коронный гетман послал за ними в погоню 10 хоругвей во главе с паном Одрживольским. Догнав казаков у переправы через реку Мошна, пан напал на них, но те контратаковали поляков и даже захватили в плен сына князя Четвертинского, которого затем возили с собой во время всего похода скованным. На помощь Одрживольскому гетман отправил шляхтичей Юдицкого, Коссаковского и Белецкого, но казаки, тоже получив подкрепление, в полном порядке отступили к Черкассам, куда двинулся со всем войском и Конецпольский.
Тут 17 октября навстречу ему выехал казацкий посланник с известием о Жмайло, который спешил к своим казакам с артиллерией. 19 и 23 октября к коронному гетману приезжали новые послы от казаков с просьбой, чтобы он не наступал на них до тех пор, пока не прибудет их гетман. Конецпольский не стал больше ждать, прошёл в город Крылов и стал лагерем в нескольких верстах за городом у реки Цыбульник, на расстоянии версты от казацкого табора, который отсюда был виден весь как на ладони.
27 октября казаки известили Конецпольского о прибытии гетмана Марка Измаила с артиллерией и тогда он предложил казакам условия сдачи, если они хотят заслужить милость и прощение короля. Казаки на своей раде посчитали эти условия слишком тяжёлыми, и их 13 депутаты объявили коронному гетману, что все до единого предложенные им пункты для них неприемлемы. Всю ночь гетман продержал у себя посланников Жмайло, а утром, отпуская их, объявил им свою волю:

«Так как вы покорностью, как верные подданные, не хотите заслужить милосердия и благосклонности его королевского величества, то мы надеемся на Бога, что за непослушание и своеволие вы скоро испробуете наших сабель на своих шеях, а кровопролитие, которое произойдет, падет на ваши души».

После этого Конецпольский отдал приказ войску атаковать казаков. Решающее сражение между противниками произошло 31 октября у старого городища у Курукова озера (иначе Медвежьи Лозы). Казаки были разбиты и запросили у коронного гетмана пощады. 3 ноября между поляками и казаками начались переговоры, во время которых Конецпольский выставил против казаков 6 обвинительных пунктов, из которых первые 3:
1. самовольные выходы в Чёрное море;
2. сношения с московским царём и крымским ханом в ущерб Речи Посполитой;
3. приём у себя разных самозванцев, а также других подозрительных и вредных для Польши лиц.

На всё это казаки отвечали так:
1. в море, мол, они ходили из-за нужды в деньгах, которых им правительство не платило, а отделывалось лишь обещаниями, из-за чего казакам за казной пришлось обращаться в Москву;
2. с крымским ханом дружба завязалась совершенно случайно: их прибило во время бури на море к крымским берегам, и хан милостиво обошёлся с ними, даже принял их на свою службу, заключил с ними договор и просил через них просить остальных казаков не нападать больше на его владения;
3. что же касается всяких там неприятных лиц, оскорбляющих чувства короля, то вход и выход из Запорожье никогда никому не возбранялся — уж таков обычай у казаков, и они не видят причин его нарушать.

Выслушав казацкую депутацию, гетман потребовал, чтобы они подписали новый договор, ограничивавший количество казаков 6 тысячами, внесённых в реестр, и выдавали бы польским властям преступников. Казаки долго рядились из-за этих главных условий, но выторговали лишь послабление в последнем: коронный гетман согласился оставить за казаками право карать преступников судом собственной старшины.
5 ноября казаки переизбрали гетмана, и вместо Измаила им стал Михаил Дорошенко, а на следующий день подписали договор и присягнули на верность польской короне, подписав с поляками Куруковское соглашение.
Дальнейшая судьба Марка Измаила неизвестна.